# 8914 Нікджеймс
8914 Нікджеймс (8914 Nickjames) — астероїд головного поясу, відкритий 25 грудня 1995 року.
Тіссеранів параметр щодо Юпітера — 3,218.